# Institut Mines-Télécom
l’Institut Mines-Télécom, també anomenada IMT, és una Grande école d'enginyeria de França. Està situada a París, França: Campus Universitat París-Saclay.
L’IMT és un establiment públic d'ensenyament superior i recerca tècnica.
L'Escola lliura 
- el diploma d'enginyer
- el diploma Màster recerca i de doctorat
- Mastère spécialisé
- Executive MBA
- MOOC.[2]

## Laboratoris d'investigació
- Digital
- Energia
- Recursos naturals i medi ambient
- Materials avançats
- Economia, empresa i societat.[3]